# Movimento dos Novos Intelectuais de Angola
El Movimento dos Novos Intelectuais de Angola (MNIA) fou una organització cultural nacionalista d'Angola. Viriato Clemente da Cruz i altres elements formaram el MNIA el 1948. El moviment tenia un caràcter contestatari demonstrat en les seves poesies publicades a la revista Mensagem, que descrivien, d'una banda, les difícils condicions socials dels musseques, els barris degradats de Luanda; i, per altra banda, tenia implícites reivindicacions nacionalistes. El seu objectiu era la creació de literatura pròpria, d'origen angolès, trencant així els llaços amb les imposicions colonialistes de Portugal. Fou un dels moviments que van donar origen al MPLA. Ha sigut important per a la fundació perquè, a més de Viriato de la Creu, va passar pel MNIA Agostinho Neto i António Jacinto.
El 1950 el MNIA va enviar una carta a les Nacions Unides demanant que fos concedit a Angola, l'estatut de protectorat sotasupervisió de les Nacions Unides.